# ガードナー (小惑星)
ガードナー (2587 Gardner) は小惑星帯に位置する小惑星である。アメリカ合衆国の天文学者エドワード・ボーエルがローウェル天文台で発見した。
アメリカ合衆国の数学者マーティン・ガードナーから命名された。